# Renee Rabinowitz
Renee Ginsberg Rabinowitz (1934 – 19 de maio de 2020) foi uma psicóloga e advogada americano-israelense. Ela nasceu em uma família judia ortodoxa na Bélgica, mas fugiu com sua família para os Estados Unidos em 1941, após a eclosão da Segunda Guerra Mundial, e cresceu na cidade de Nova York . Ela obteve um doutorado em psicologia educacional na Universidade de Chicago e um diploma de direito na Universidade de Notre Dame. Ela ensinou psicologia na Universidade de Indiana e, mais tarde, atuou como consultora jurídica interna no Colorado College. Em 2016, Renee Rabinowitz foi incluída na lista das mulheres mais influentes da BBC 100 Women. Em 2017, ela processou com sucesso a El Al, depois que a companhia aérea do Estado de Israel a obrigou a mudar de assento em um voo Newark - Tel Aviv a pedido de um judeu Haredi que se recusou a sentar ao lado dela devido a suas crenças religiosas.

## Infância e educação
Renee Rabinowitz nasceu na Bélgica, em 1934. Sua família fugiu do Holocausto em 1941 para os Estados Unidos. Ela cresceu na cidade de Nova York, antes de deixar a cidade para frequentar a Universidade de Chicago, onde obteve mestrado e doutorado em psicologia educacional.  Sua tese de mestrado de 1969 foi intitulada O locus percebido de controle de reforços entre crianças negras da sexta série. Sua dissertação de 1974 foi intitulada Causalidade Pessoal, Assunção de Papéis e Eficácia com os Colegas: Um Estudo da Competência Social em Crianças do Ensino Fundamental.
Ela também se formou em direito pela Notre Dame Law School.

## Carreira
Renee Rabinowitz ensinou psicologia na Universidade de Indiana. Mais tarde, ela atuou como consultora jurídica interna no Colorado College, e como voluntária profissional no Israel Center for the Treatment of Psychotrauma.

## Processo de discriminação da El Al
Em dezembro de 2015, Renee Rabinowitz estava voando na classe executiva em um voo da El Al de Newark, Nova Jersey, Estados Unidos, para Tel Aviv, Israel. Depois de se sentar ao lado de um judeu Haredi, o homem reclamou com uma comissária de bordo que não queria se sentar ao lado de uma mulher por causa de suas crenças religiosas. Como resultado, Renee Rabinowitz foi forçada a mudar de assento. Depois de falar com Anat Hoffman, diretora do Centro de Ação Religiosa de Israel (IRAC), a organização entrou com um processo judicial em seu nome por discriminação ilegal. O IRAC representou Renee Rabinowitz no julgamento.
Em junho de 2017, Renee Rabinowitz recebeu 6.500 shekels (cerca de US$ 1.800). O julgamento também determinou que a prática da El Al de exigir que passageiros relutantes acomodem-se aos costumes religiosos Haredi violava a lei de Proibição de Discriminação em Produtos do país. O tribunal exigiu que a El Al atualizasse sua política dentro de seis meses para cumprir a lei de discriminação israelense. Após o veredicto, o advogado do IRAC, Riki Shapira Rosenberg, disse que esperava que isso fosse estendido a outras companhias aéreas.

### Incidentes relacionados
Em 2018, o Centro de Ação Religiosa de Israel tentou veicular uma campanha publicitária lembrando às mulheres israelenses que elas não eram obrigadas a mudar de lugar a pedido dos homens. Os anúncios propostos foram bloqueados pelas autoridades. No mesmo ano, o CEO da NICE Ltd. Barak Eilam criticou a El Al depois que eles forçaram as mulheres a mudar de lugar a pedido dos homens Haredi. Falando sobre o incidente, o IRAC disse que o incidente foi uma violação da decisão judicial de Renee Rabinowitz.

## Vida pessoal
Renee Rabinowitz teve três filhos em seu primeiro casamento. Ela se divorciou de seu primeiro marido em 1986, e se casou com o rabino Stanley M. Wagner de Denver, Colorado, em novembro de 1990. Ela ganhou dois enteados por meio de seu casamento com Wagner. Renee Rabinowitz e Stanley Wagner fizeram Aliyah (imigração judaica para a Terra de Israel) para Israel em 2006, mas frequentemente visitavam os Estados Unidos. Ela viveu os últimos anos de sua vida em uma casa de repouso em Jerusalém. Renee Rabinowitz morreu em 19 de maio de 2020, em Jerusalém.

## Premios e honras
Em 2016, Renee Rabinowitz foi incluída na lista das mulheres mais influentes da BBC 100 Women.

## Trabalhos selecionados
- Rabinowitz, Renee G. (1978). «Internal-External Control Expectancies in Black Children of Differing Socioeconomic Status». Psychological Reports (em inglês). 42 (3): 1339–1345. doi:10.2466/pr0.1978.42.3c.1339
- Rabinowitz, Renee G. (1982). «Applicability of the Freedom of Information Act's Disclosure Requirements to Intellectual Property». Notre Dame Law Review (em inglês). 57 (3)